# Rue des Bons-Enfants (Marseille)
Pour les articles homonymes, voir Rue des Bons-Enfants.
La rue des Bons-Enfants est une rue située dans le 6e arrondissement de Marseille. 

## Situation et accès
Elle va de la rue de Lodi à la rue Saint-Pierre.

## Origine du nom
Un séminaire appelé « séminaire des Bons-Enfants » est créé vers 1642. Il accueille une soixantaine de séminaristes en 1647. 
Le nom de la rue pourrait aussi venir d'un orphelinat jadis situé dans cette rue. L'orphelinat s'appelait « Les Enfants de l'Étoile ». Les bâtiments existent toujours et sont occupés par des lycées. Le nom de la rue n'aurait jamais fait l'objet d'une délibération au conseil municipal.

## Historique
En 1800, l'Empire fait effectuer des calculs de nivellement à Marseille afin de rendre possible la construction d'aqueducs et de diverses infrastructures. Une des quatre plaques à Marseille est déposée à l'angle de la rue des Bons-Enfants de la rue Auguste-Blanqui. 

## Bâtiments remarquables et lieux de mémoire
- No 18 : ancien orphelinat, créé en 1934 par le curé de cet orphelinat afin de venir en aide aux enfants.
- No 24: une école primaire, fondée comme École libre des métiers au début du XXe siècle. Elle sert de lieu de fondation du journal résistant d'inspiration chrétienne Le Méridional en 1944, durant l'Occupation[4].
- No inconnu : le grand séminaire, situé au collège des Bons-Enfants, fondé vers 1642. On ignore la date de sa fermeture. Il est encore ouvert en 1748[5].

- Patrick Cauvin a donné le nom de cette rue comme titre à l'un de ses livres[6]. Roger Ikor fait passer un de ses personnages par cette rue dans Les Poulains[7]. La protagoniste de La Tête haute d'Emmanuelle Lambert se rend régulièrement au 43 de la rue des Bons-Enfants[8].